# Falc

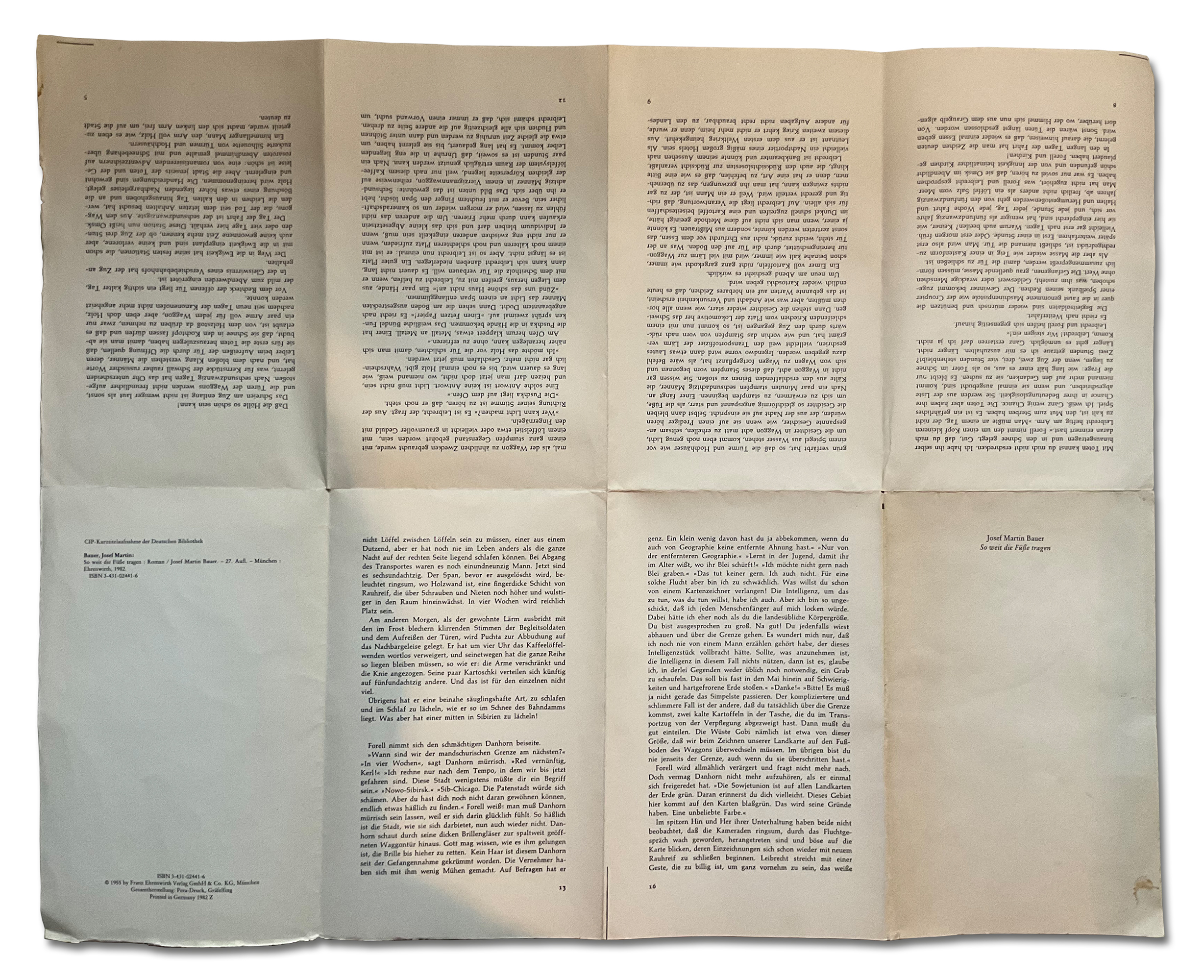
Złamany 16-stronicowy arkusz książki (octavo)

Falc (z niem. Falz) – w introligatorstwie termin oznaczający:
1. złam, zagięcie (załamanie) arkusza papieru powstałe wskutek złamywania (falcowania):
- falc grzbietowy – złam wszyty w grzbiet składanej książki;
- falc poprzeczny – złam znajdujący się w główce lub prostopadle do niej, ścinany w procesie introligatorskim;

2. wąski pasek z papieru lub płótna (rzadziej skóry) wszywany w grzbiet w celu przymocowania do niego wklejki (mapy, tablicy itp.):
- falc wyklejkowy – w mocnych oprawach służy do przyklejania (przyszywania) wklejki;
- falc pergaminowy – pasek pergaminu (często z pociętych rękopisów) zszywany razem ze składką, zapobiegający rozdzieraniu arkuszy przez zszywającą je nić[1].